# Algarrobal (Matapalo)
Algarrobal es una localidad peruana ubicada en el distrito de Matapalo, perteneciente a la provincia de Zarumilla del departamento de Tumbes, al norte del Perú. 

## Ubicación
Algarrobal se ubica al este de la provincia de Zarumilla, en el distrito de Matapalo, en el departamento de Tumbes.

## Demografía
En 2017 Algarrobal tenía una población de 27 habitantes.